# Neoplasia endocrina múltiple
El término neoplasia endocrina múltiple (NEM), también abreviado MEN, por sus siglas en inglés (multiple endocrine neoplasm) se refiere a cualquiera de los varios síndromes que predisponen al desarrollo de tumores en diferentes tejidos principalmente endocrinos. Estos se heredan como rasgos autosómicos dominantes por mutaciones genéticas.

## Tipos
- NEM tipo I (síndrome de Wermer): Hiperplasia paratiroidea, adenoma hipofisiario y tumor pancreático.
- NEM tipo II 
  - NEM tipo 2A (síndrome de Carreón)
  - NEM tipo 2B

### Comparación
| Característica             | NEM-1                                    | NEM-2              | NEM-2        | NEM-2                        |
| Característica             | NEM-1                                    | NEM 2A             | NEM 2B       | MTCF                         |
| -------------------------- | ---------------------------------------- | ------------------ | ------------ | ---------------------------- |
| Epónimo                    | Síndrome de Wermer                       | Síndrome de Sipple | (multiple)   | (none)                       |
| OMIM                       | 131100                                   | 171400             | 162300       | 155240                       |
| Tumores pancreáticos       | insulinoma, gastrinoma, lipoma           | -                  | -            | -                            |
| Adenoma hipofisiario       | Sí                                       | -                  | -            | -                            |
| Hiperplasia paratiroidea   | Sí                                       | Sí                 | -            | -                            |
| Cáncer medular de tiroides | -                                        | Sí                 | 100%         | 100%                         |
| Feocromocitoma             | -                                        | >33%               | 50%          | -                            |
| Hábito marfanoide          | -                                        | -                  | 80%          | -                            |
| Neuroma mucoso múltiple    | -                                        | -                  | >95%         | -                            |
| Genes                      | NEM1 (131100)                            | RET (164761)       | RET (164761) | RET (164761), NTRK1 (191315) |
| Aprox. prevalencia         | 1 en 35,000 (1 en 20,000 to 1 en 40,000) | 1 en 40,000        | 1 en 40,000  |                              |
| Initial description (year) | 1954                                     | 1961               | 1965         |                              |

## Neoplasia endocrina múltiple tipo 1 (NEM-1)
La NEM tipo 1 tiene un prevalencia de entre 2 y 10 por cada 100.000 habitantes. Está provocado por la presencia de mutaciones que inactivan el gen supresor de tumores MEN1. En casi todos los pacientes con este trastorno se identifican mutaciones en los 10 exones del gen MEN1, localizado en el brazo largo del cromosoma 11q13, el cual codifica para la menina, una proteína nuclear de 610 aminoácidos. Esta proteína no tiene homología de secuencia con otras proteínas humanas conocidas. Este gen está probablemente implicado en la regulación de diversas funciones celulares tales como la replicación y la reparación del ADN. Este síndrome se transmite de forma autosómica dominante.
Una persona con NEM-1 puede desarrollar tumores paratiroideos, enteropancreáticos e hipofisiarios, además de tumores no endocrinos como lipomas subcutáneos, angiofibromas, colagenomas, adenomas renales corticoides, y adenomas carcinoides en bronquios, tracto gastrointestinal y timo. Se han descrito casos de forma esporádica, definidos por la presencia, en un solo paciente, de dos de los tres tumores principales que se relacionan con el NEM-1; mientras que en los casos familiares existía al menos un familiar de primer grado, afectado por uno de los tumores endocrinos característicos.
Las manifestaciones clínicas suelen aparecer hasta la tercera o cuarta década de edad, sin ser regla. Suelen ser producidas por la hipercalcemia derivada del hiperparatiroidismo, pudiendo encontrarse adenomas o hiperplasia en estas glándulas. Los tumores eritropoyéticos ocurren en el 75% de los pacientes con NEM-1, y también desarrollan tumores neuroendocrinos no secretores que tienden a ser grandes y agresivos. Esta enfermedad se caracteriza por presentar una frecuencia semejante en ambos sexos y una penetrancia, extremadamente alta, variable según la edad, lo cual quiere decir que la expresión del fenotipo en los individuos con el genotipo de la enfermedad depende de la edad de ese individuo. Por ejemplo, se sabe que hay un 7% a los 10 años, un 50% a los 20 años, un 95% a los 40 años y un 100% a los 60 años. Es decir, todos los individuos con la mutación, habrán desarrollado manifestaciones clínicas a los 60 años, la penetrancia a esta edad es completa. Los adenomas hipofisiarios también son comunes, generalmente macroadenomas (> a 1 cm de diámetro), y casi siempre secretan prolactina.

## Neoplasia endocrina múltiple tipo 2 (NEM-2)
Comprende un conjunto de síndromes originados por las mutaciones en el protooncogén RET, que codifica un receptor tirosina cinasa. Estas mutaciones activan el receptor y causan hiperplasia celular, formación de tumores y cáncer medular de tiroides. Debido a la naturaleza de las mutaciones y la ubicación de RET en un cromosoma no sexual, la NEM-2 se hereda de manera autosómica dominante. Aunque el gen mutante se presenta en cada célula del cuerpo del paciente, sólo un subgrupo de los tejidos (glándulas tiroides, paratiroides y suprarrenales) en los que se expresa el gen desarrolla tumores o crece de manera anormal por razones todavía desconocidas.  El factor de riesgo principal es, por tanto, un antecedente familiar de NEM 2. Este trastorno puede afectar a cualquier edad y por igual a hombres y mujeres.
La NEM-2 se divide en varios subgrupos clínicos:
- NEM-2A, también llamado síndrome de Sipple: Se puede diagnosticar cuando el paciente o sus padres, hermanos o hijos tienen uno o más de los siguientes tumores: cáncer medular de tiroides, feocromocitoma (tumor en la glándula suprarrenal), cáncer en la glándula paratiroidea.

- NEM-2B: Los pacientes con síndrome de NEM-2B pueden tener un cuerpo esbelto, con brazos y piernas delgadas (hábito marfanoide). Los labios pueden parecer gruesos y con huecos debido a tumores benignos en las membranas mucosas. El síndrome de NEM-2B puede causar las siguientes afecciones: cáncer medular de tiroides, hiperplasia paratiroidea, adenomas, feocromocitoma, tumores de células nerviosas en las membranas mucosas u otros lugares.

- Carcinoma medular de tiroides familiar (CMTF): Este tipo de síndrome de NEM-2 causa cáncer medular de tiroides. Se puede diagnosticar un CMTF cuando dos o más miembros de la familia padecen de cáncer medular de tiroides y ninguno tiene problemas en las glándulas paratiroides o suprarrenales.

## Diagnóstico
La enfermedad está asociada a un alelo situado en el cromosoma 11. Para identificarla, se podría hacer una PCR para ver si está presente esa mutación o no. Otro método de diagnóstico podría ser la secuenciación del gen.
Para el caso del gen MEN1, las investigaciones clínicas y genéticas, junto con la mejora del conocimiento de la genética molecular de este síndrome, ha facultado relevantes mejoras en el tratamiento clínico de los pacientes. Se puede recurrir a la cirugía y/o a la terapia farmacológica, asociada frecuentemente con radioterapia y quimioterapia. El análisis de ADN permite la identificación temprana de las mutaciones en la línea germinal que se producen en los portadores asintomáticos de este gen. Para éstos se recomienda un seguimiento regular (con análisis bioquímicos y/o radiológicos periódicos) para ver el desarrollo de los tumores y lesiones asociadas a NEM1
Actualmente la cirugía es el tratamiento más común para los tumores relacionados con NEM-2. Existen numerosos medicamentos disponibles para tratar las diversas secreciones hormonales producidas por estos tumores, pero estos generalmente no influyen sobre el tamaño ni el crecimiento de los tumores mismos.